# UFC 210
UFC 210: Cormier vs. Johnson 2 fue un evento de artes marciales mixtas organizado por Ultimate Fighting Championship que se llevó a cabo el 8 de abril de 2017 en el KeyBank Center en Buffalo, New York.

## Historia
El evento fue el segundo que la UFC organizó en Buffalo, siendo el primero UFC 7 en 1995. El evento fue el primero que se celebró en Buffalo desde que el estado de Nueva York levantó su prohibición de las artes marciales mixtas profesionales a principios de 2016.
Una revancha por Campeonato de peso Semipesado de UFC entre el campeón Daniel Cormier y Anthony Johnson fue el evento estelar. El primer combate tuvo lugar en mayo de 2015 en el UFC 187 con Cormier ganando la pelea (y el título vacante) a través de sumisión en la tercera ronda. Esta revancha estaba originalmente programada para tener lugar en UFC 206, pero Cormier se retiró debido a una lesión y el combate fue cancelado.
El evento coestelar contó con el combate de peso medio entre Chris Weidman y Gegard Mousasi.